# Авремень (комуна)
Авремень, Авремені (рум. Avrămeni) — комуна у повіті Ботошані в Румунії. До складу комуни входять такі села (дані про населення за 2002 рік):
- Ікімень (191 особа)
- Авремень (1466 осіб) — адміністративний центр комуни
- Аурел-Влайку (595 осіб)
- Дімітріє-Кантемір (174 особи)
- Панайтоая (181 особа)
- Тудор-Владіміреску (835 осіб)
- Тімуш (431 особа)

Комуна розташована на відстані 403 км на північ від Бухареста, 36 км на північний схід від Ботошань, 106 км на північний захід від Ясс.

## Населення
За даними перепису населення 2002 року у комуні проживали 5490 осіб.
Національний склад населення комуни:
| Національність | Кількість осіб | Відсоток |
| -------------- | -------------- | -------- |
| румуни         | 5488           | > 99,9%  |
| цигани         | 2              | < 0,1%   |

Рідною мовою назвали:
| Мова      | Кількість осіб | Відсоток |
| --------- | -------------- | -------- |
| румунська | 5488           | > 99,9%  |
| циганська | 2              | < 0,1%   |

Склад населення комуни за віросповіданням:
| Релігія       | Кількість осіб | Відсоток |
| ------------- | -------------- | -------- |
| православні   | 5226           | 95,2%    |
| п'ятдесятники | 208            | 3,8%     |
| бретрени      | 53             | 1,0%     |
| адвентисти    | 2              | < 0,1%   |
| атеїсти       | 1              | < 0,1%   |